# Гентамицин
Гентамицины — антибиотики аминогликозидного ряда широкого спектра действия, подавляют бактериальный синтез белка, высокоактивны по отношению к аэробным грамотрицательным бактериям. Гентамицины продуцируются бактериями Micromonospora, промышленный продуцент — Micromonospora purpurea.
В медицине и ветеринарии в качестве фармацевтического препарата «Гентамицин» используется смесь гентамицинов C1-C2, продуцируемых Micromonospora purpurea, которая обычно содержит 20-40 % гентамицина C1, 10-30 % гентамицина C1a и 40-60 % гентамицинов C2, C2a и C2b.

## Фармакологическое действие
Активно проникая через клеточную мембрану бактерий гентамицин, необратимо связывается с А-сайтом 30S субъединиц бактериальных рибосом (сайт связывания тРНК) и, тем самым, угнетает синтез белка возбудителя.
Высокоактивен в отношении аэробных грамотрицательных бактерий: Escherichia coli, Shigella spp., Salmonella spp., Enterobacter spp., Klebsiella spp., Serratia spp., Proteus spp., Pseudomonas aeruginosa, Acinetobacter spp.
Активен также в отношении аэробных грамположительных кокков: Staphylococcus spp. (в том числе устойчивых к пенициллинам и другим антибиотикам), некоторых штаммов Streptococcus spp.
К гентамицину устойчивы Neisseria meningitidis, Treponema pallidum, некоторые штаммы Streptococcus spp., анаэробные бактерии.

## Фармакокинетика
После в/м введения быстро всасывается из места инъекции. Cmax достигается через 30-60 мин после в/м введения. Связывание с белками плазмы низкое (0-10 %). Распределяется во внеклеточной жидкости, во всех тканях организма. Проникает через плаценту. Не метаболизируется. T1/2 2-4 ч. 70-95 % выводится с мочой, небольшое количество с желчью.

## Показания
Инфекционно-воспалительные заболевания, вызванные чувствительными к гентамицину микроорганизмами.
- Для парентерального применения: острый холецистит, холангит, пиелонефрит, цистит, пневмония, эмпиема плевры, перитонит, сепсис, вентрикулит, гнойные инфекции кожи и мягких тканей, раневая инфекция, ожоговая инфекция, инфекции костей и суставов, простатит.
- Для наружного применения: пиодермия (в том числе гангренозная), поверхностный фолликулит, фурункулёз, сикоз, паронихии, инфицированный себорейный дерматит, инфицированное акне, вторичное бактериальное инфицирование при грибковых и вирусных инфекциях кожи, инфицированные кожные раны различной этиологии (ожоги, раны, трудно заживающие язвы, укусы насекомых), инфицированные варикозные язвы.
- Для местного применения: блефарит, блефароконъюнктивит, дакриоцистит, конъюнктивит, кератит, кератоконъюнктивит, мейбомит.

## Режим дозирования

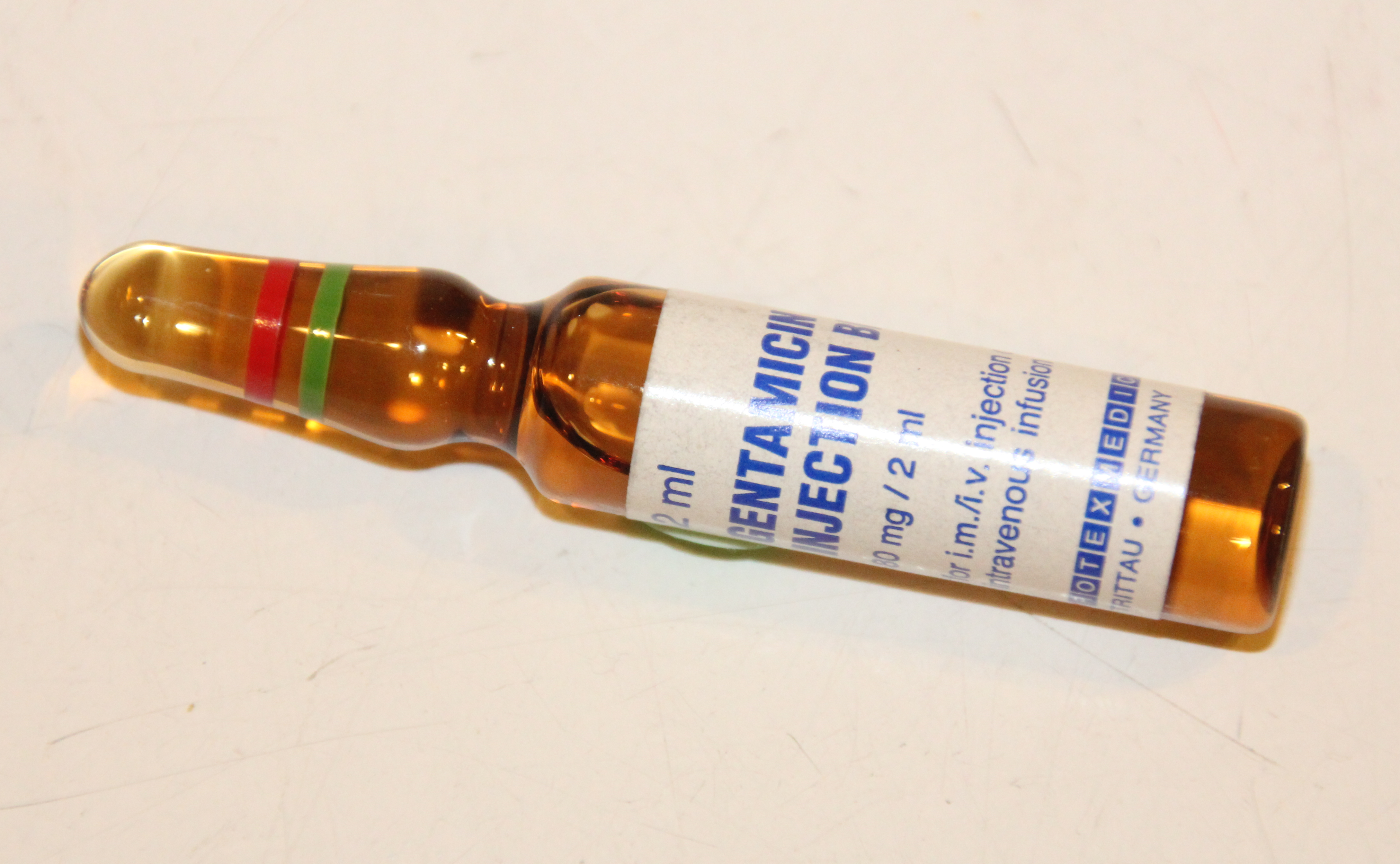
Гентамицин в виде раствора для инъекций

Устанавливают индивидуально с учётом тяжести течения и локализации инфекции, чувствительности возбудителя.
При в/в или в/м введении для взрослых разовая доза составляет 1-1.7 мг/кг, суточная доза — 3-5 мг/кг; кратность введения — 2-4 раза/сут. Курс лечения — 7-10 дней. В зависимости от этиологии заболевания возможно применение в дозе 120—160 мг 1 раз/сут в течение 7-10 дней или 240—280 мг однократно. В/в инфузию проводят в течение 1-2 ч.
Для детей старше 2 лет суточная доза гентамицина составляет 3-5 мг/кг; кратность введения — 3 раза/сут. Недоношенным и новорожденным детям назначают в суточной дозе 2-5 мг/кг; кратность введения — 2 раза/сут; детям до 2 лет назначают такую же дозу при частоте введения 3 раза/сут.
Больным с нарушением выделительной функции почек требуется коррекция режима дозирования в зависимости от значений КК.
При местном применении гентамицин закапывают по 1-2 капли в нижний конъюнктивальный мешок пораженного глаза каждые 1-4 ч.
При наружном применении применяют 3-4 раза/сут.
Максимальные дозы: при в/в или в/м введении для взрослых суточная доза — 5 мг/кг, для детей — 5 мг/кг.

## Побочное действие
- Со стороны пищеварительной системы: тошнота, рвота, повышение активности печеночных трансаминаз, гипербилирубинемия.
- Со стороны системы кроветворения: анемия, лейкопения, гранулоцитопения, тромбоцитопения.
- Со стороны мочевыделительной системы: олигурия, протеинурия, микрогематурия, почечная недостаточность.
- Со стороны ЦНС и периферической нервной системы: головная боль, сонливость, нарушение нервно-мышечной проводимости, снижение слуха, вестибулярные расстройства, необратимая глухота.
- Аллергические реакции: кожная сыпь, зуд, крапивница, лихорадка, редко — отёк Квинке.
- Способно вызвать сенсибилизацию организма.
- Ототоксичен (может ухудшиться слух)[2][3]

## Противопоказания
Повышенная чувствительность к гентамицину и другим антибиотикам группы аминогликозидов, неврит слухового нерва, тяжёлые нарушения функции почек, уремия, беременность, лактация (грудное вскармливание).

## Беременность и лактация
Гентамицин противопоказан при беременности. При необходимости применения в период лактации следует прекратить грудное вскармливание.

## Особые указания
С осторожностью применяют гентамицин при паркинсонизме, миастении, нарушениях функции почек. При применении гентамицина следует контролировать функции почек, слухового и вестибулярного аппаратов.
При наружном применении гентамицина в течение длительного времени на больших поверхностях кожи необходимо учитывать возможность резорбтивного действия, особенно у пациентов с хронической почечной недостаточностью.
Гентамицин в форме раствора для инъекций, мази, глазных капель включен в Перечень ЖНВЛП.

## Лекарственное взаимодействие
При одновременном применении с аминогликозидами, ванкомицином, цефалоспоринами, этакриновой кислотой возможно усиление ото- и нефротоксического действия.
При одновременном применении с индометацином отмечается снижение клиренса гентамицина, увеличение его концентрации в плазме крови, при этом возрастает риск развития токсического действия.
При одновременном применении со средствами для ингаляционного наркоза, опиоидными анальгетиками возрастает риск развития нервно-мышечной блокады, вплоть до развития апноэ.
При одновременном применении гентамицина и петлевых диуретиков (фуросемида, этакриновой кислоты) увеличивается концентрация в крови гентамицина, в связи с чем повышается риск развития токсических побочных реакций.